# Казекта
Казе́кта (Казикта, рос. Казекта, Казикта) — річка в Єловському та Чайковському районах Пермського краю, Росія, ліва притока Пізі.
Річка починається на території села Батуш. Протікає спочатку на південний захід. В селі Булинда повертає на південь, тим самим минаючи на заході гору Липов-Мис, а нижня течія, в межах Чайковського району, знову повертає на південний захід. Верхня та нижня течії заболочені. Майже повністю протікає через лісові масиви. Приймає декілька дрібних приток.
На річці розташовані села Єловського району Батуш та Булинда (колишнє). В останньому створено ставок.